# Wołcza Wielka
Wołcza Wielka (deutsch Groß Volz) ist ein Dorf in der polnischen Woiwodschaft Pommern. Es gehört zur Gmina Miastko (Gemeinde Rummelsburg) im Powiat Bytowski (Bütower Kreis).

## Geographische Lage
Die Ortschaft liegt in Hinterpommern, in der Bütower Seenplatte (Pojezierze Bytowskie), vier Kilometer westlich von Rummelsburg (Miastko) am Kirchsee (Jezioro Kościelne).
Nachbarorte sind: Kołtki (Hölkewiese, bereits in der Woiwodschaft Westpommern gelegen) und Bobięcino (Papenzin) im Westen, Kamnica (Kamnitz) und Łodzierz (Hanswalde) im Norden, die Stadt Miastko im Osten, sowie Wołcza Mała (Klein Volz) im Süden.

## Geschichte
Das Dorf gehört zu den Gründungen des 16. Jahrhunderts. 1541 war es noch „eine wüste Feldmark“, aber schon 1590 nennt die Kirchenmatrikel 13 Bauern und 1 Kossäten. 1717 allerdings sind nur noch fünf Halbbauern vorhanden, ihre Zahl steigt im 18. Jahrhundert aber noch um zehn Kossäten.
Bei seiner Gründung war der Ort schon in Groß (negestes) und Klein (furderstes) Volz geteilt, auch wenn die Feldmark ungeteilt genutzt wurde. Die Familien Lettow und Massow waren die Besitzer. Der Lettowsche Anteil war 1655 im Besitz von Thomas Lettow. Von ihm kaufte Jakob Massow diesen Anteil. In dieser Familie blieb – bis auf kurzzeitige Ausnahmen – der Besitz bis 1945.
Vor 1945 war Groß Volz eine Landgemeinde im Landkreis Rummelsburg i. Pom. der preußischen Provinz Pommern. Neben Groß Volz bestanden in der Gemeinde die Wohnplätze Jägerhaus I, Jägerhaus II, Neuvorwerk, Schlößchen und Ziegelei.
Gegen Ende des Zweiten Weltkriegs wurde die Region um Groß Volz im Frühjahr 1945 von der Roten Armee besetzt. Nach Kriegsende wurde der Ort, wie ganz Hinterpommern, von der Sowjetunion der Volksrepublik Polen zur Verwaltung überlassen. Es begann danach die Zuwanderung polnischer Zivilisten. Groß Volz erhielt den neuen polnischen Namen Wołcza Wielka. In der Folgezeit wurden die Alteinwohner aus Groß Volz vertrieben.
Der Ort gehört heute zur Gmina Miastko im Powiat Bytowski der Woiwodschaft Pommern (bis 1998: Woiwodschaft Stolp).

## Bevölkerungsentwicklung
Im Jahre 1812 hatte Groß Volz 21 Wohnhäuser mit 133 Einwohnern. Die Einwohnerzahl stieg bis 1871 auf 256 und betrug 1925 fast gleichbleibend 260. Im Jahr 1939 lebten in Groß Volz 243 Einwohner.
Heute wohnen hier 330 Menschen.

## Kirche
Die Bevölkerung von Groß Volz war vor 1945 fast ausnahmslos evangelisch. Der Ort hat bis heute eine eigene Kirche, die damals Filialkirche im Pfarrbezirk West der Pfarrkirche Rummelsburg war. Es gehörte zum Kirchenkreis Rummelsburg in der Kirchenprovinz Pommern der Kirche der Altpreußischen Union.
Die Kirchengemeinde Groß Volz, zu der die Orte Hanswalde (heute polnisch: Łodzierz), Kamnitz (Kamnica) und Klein Volz (Wołcza Mała) gehörten, zählte 1940 insgesamt 1089 Gemeindeglieder. Die Kirchenpatronatsrechte vertraten zuletzt die Rittergutsbesitzer Massow (Groß Volz) und Haßlacher (Kamnitz). Letzter deutscher Geistlicher vor 1945 war Pfarrer Siegfried Gumpert.
Die Kirche in Groß Volz ist eine von nur zwei Dorfkirchen Hinterpommerns, die nach dem Zweiten Weltkrieg evangelisch geblieben waren, während sich die polnische katholische Kirche die meisten evangelischen Kirchengebäude in Hinterpommern aneignete. Die Kirche ist heute – ebenso wie Białogard (Belgard), Szczecinek (Neustettin) und Świdwin (Schivelbein) – eine Filialkirche der Parochie Koszalin (Köslin) der Diözese Pommern-Großpolen der Evangelisch-Augsburgischen Kirche in Polen. Die Zahl der evangelischen Kirchgänger geht zurück. Evangelischer Gottesdienst in deutscher Sprache fand noch 2011 einmal monatlich statt, doch ist der Fortbestand heute (2012) unsicher.
Seit dem Jahre 2000 wird das Kirchengebäude gegen Mietzahlung durch die polnische katholische Kirche mitgenutzt, die dort sonntäglich katholische Messen liest. Im Jahre 2012 ließ der katholische Priester das Türschloss austauschen und verhinderte so die Nutzung durch die wenigen verbliebenen evangelischen Gläubigen.

## Schule
Bereits 1730 gab es in Groß Volz eine Schule, ein eigenes Schulhaus erst 1784. 1937 unterrichtete hier 1 Lehrer 32 Schulkinder.

## Verkehr
Zu erreichen ist der Ort über eine Nebenstraße, die Miastko an den Landesstraßen 20 und 21 sowie der Woiwodschaftsstraße 206 mit Sępolno Małe (Klein Karzenburg) nahe der Landesstraße 25 verbindet. 
Bahnstation ist Miastko an der Staatsbahnlinie Nr. 405 Piła (Schneidemühl) – Ustka (Stolpmünde).